# Maurílio Jorge Quintal de Gouveia
Maurílio Jorge Quintal de Gouveia (* 5. August 1932 in Funchal, Portugal; † 19. März 2019 in Gaula) war ein portugiesischer Geistlicher und römisch-katholischer Erzbischof von Évora.

## Leben
Maurílio Jorge Quintal de Gouveia empfing am 4. Juni 1955 die Priesterweihe. Papst Paul VI. ernannte ihn am 26. November 1973 zum Weihbischof in Lissabon und Titularbischof von Sebana.
Der Patriarch von Lissabon und Militärvikar von Portugal, António Kardinal Ribeiro, spendete ihm am 13. Januar des nächsten Jahres die Bischofsweihe; Mitkonsekratoren waren Júlio Tavares Rebimbas, Weihbischof in Lissabon, und Manuel Ferreira Cabral, Weihbischof in Braga.
Am 21. März 1978 wurde er durch Paul VI. zum Titularerzbischof von Mitylene und Weihbischof ad personam in Lissabon ernannt. Johannes Paul II. ernannte ihn am 17. Oktober 1981 zum Erzbischof von Évora. Am 8. Januar 2008 nahm Benedikt XVI. seinen altersbedingten Rücktritt an.
Er war Prior der Südprovinz der Statthalterei Portugal des Ritterordens vom Heiligen Grab zu Jerusalem.